# マヌエル・アルダオ
マヌエル・アルダオ（Manuel Ardao、1998年9月9日 - ）は、メジャーリーグラグビー、マイアミ・シャークスに所属するラグビーユニオン選手。

## プロフィール
- ウルグアイ・モンテビデオ出身[1]。
- ポジションはフッカー(HO)、フランカー(FL)。
- 身長 176cm、体重 88kg
- U20ウルグアイ代表に選ばれたことがある。
- ウルグアイ代表キャップは23（2025年3月現在）でラグビーワールドカップ2019・ラグビーワールドカップ2023のウルグアイ代表に選ばれた[2]。
- 7人制ウルグアイ代表に選ばれたことがある[3][4]。

## 略歴
2019年、ペニャロールに加入。
2023年、マイアミ・シャークスに加入。